# Príncipe de Viana
Príncipe o princesa de Viana es uno de los títulos que ostenta el heredero o heredera al trono de España. Desde 2014, su titular es Leonor de Borbón y Ortiz.
Se trata del título que ostentaba el heredero del extinto Reino de Navarra, siendo instituido por el rey Carlos III de Navarra (1361-1425) para su nieto, el infante Carlos, llamado desde entonces de Viana, nacido del matrimonio entre su hija Blanca y Juan, príncipe de Aragón. Tras la conquista del Reino de Navarra por Castilla en 1512, dicho título se transmitió a dicha Corona y posteriormente a los monarcas españoles, unido al de príncipe de Asturias, príncipe de Gerona, duque de Montblanch, conde de Cervera y señor de Balaguer.

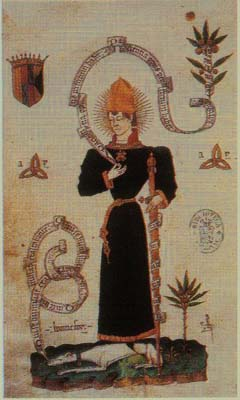
Carlos, primer príncipe de Viana.

## Antecedentes
Carlos III de Navarra fue un monarca educado en la corte francesa cuyo esplendor dejó una impronta en su carácter buscando crear en su reino títulos e instituciones «a imitación de otras francesas.» Suya es la creación de la «orden caballeresca y puramente honorífica, titulada del lebrel blanco o de la bonne foi, cuyos caballeros lucían largos mantos y collares de oro o de plata de los que colgaba un lebrel de plata.» Pero también quiso poner por encima de toda clase nobiliar el título de príncipe sobre la cabeza del heredero al trono de Navarra.
Fue un reflejo de lo que venía ocurriendo en Europa, donde los príncipes herederos recibían un título que los dotaba de unas rentas para su beneficio personal. Así existen, entre otros, el príncipe de Asturias, en Castilla; el príncipe de Gerona, en Aragón; el delfín, en Francia; el príncipe de Gales, en Inglaterra; o ya en épocas más recientes, el príncipe de Beira, en Portugal o el príncipe de Orange en Holanda.

## Origen del título
Blanca, su marido e hijo retornan a Navarra en 1422. El 11 de junio «los Tres Estados del reino, reunidos en Olite, lo juraron como rey de Navarra una vez hubiese muerto su abuelo y su madre». En las capitulaciones matrimoniales se había establecido que debía ser enviado antes de cumplir el año a Navarra para ser educado allá:«Sea enviado a Navarra dentro del año en que hubiere nacido… criado en dicho Reyno a las costumbres de la tierra.» El rey Carlos III, buscando imitar a otras casas reinantes, decide instituir el título de príncipe de Viana para su nieto, mediante documento fechado en Tudela el 20 de enero de 1423.
Poco después, en 1423, Blanca daba a luz a su segundo hijo, Juana. El 9 de junio de 1424 nacía en Olite un tercer hijo, Blanca, y el 28 de agosto de aquel año la infanta heredera de Navarra realiza un viaje a Castilla llevando a su hijo Carlos en su compañía hasta Haro.

El 22 de agosto de 1425, fallecía su hija mayor Juana, con apenas dos años de edad, y el 8 de septiembre muere el rey Carlos III en Olite. Blanca se convierte en reina soberana de Navarra. Blanca daba a luz a su último hijo, Leonor, el 2 de febrero de 1426.

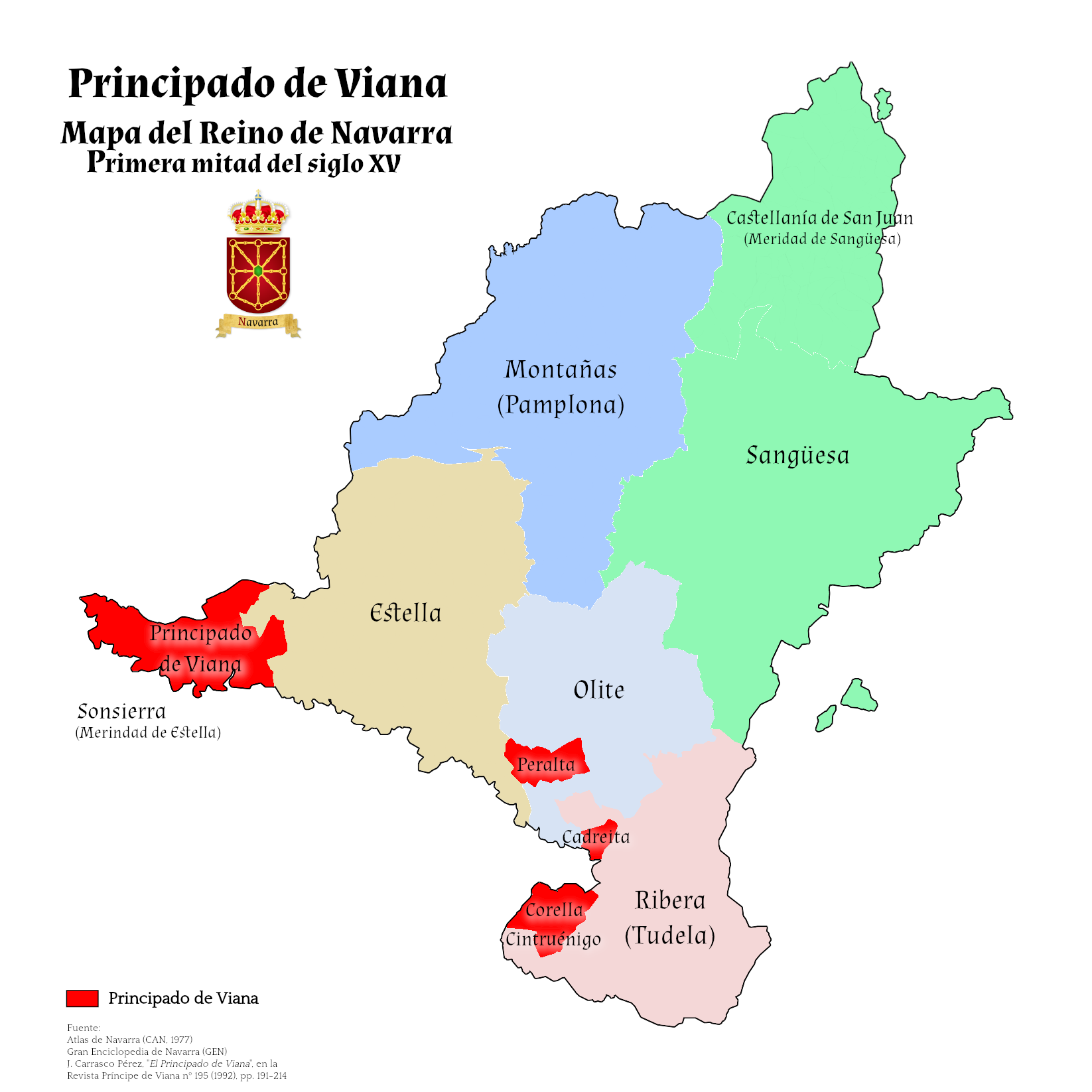
Mapa de Principado de Viana en la Navarra del.

Escudo de Carlos, primer príncipe de Viana.

El documento que instauró dicho título está fechado en Tudela el 20 de enero de 1423 y dice así:

Carlos, por la gracia de Dios, rey de Navarra, duque de Nemours: a todos los presentes, y advenir, que las presentes letras verán, salud. Como el linage humano sea inclinado, y apetezca, que los hombres deban desear pensar en el ensalzamiento del estado y honor de los hijos, y descendientes de ellos, y poner y exaltar aquellos en acrecentamiento y supereminencia de dignidad y honra, y por gracia, y bendición de nuestro Señor Dios, nuestros muy caros y muy amados hijos el infante D. Juan de Aragón y la reina D.ª Blanca, nuestra primogénita y heredera, hayan habido entre ellos al infante D. Carlos, lur hijo nuestro muy caro y muy amado nieto, hacemos saber, que Nos por el paternal amor, afición y bienquerencia, que habemos, y haber debemos al dicho infante D. Carlos nuestro nieto, queriendo poner, constituir, y ensalzar en honor y dignidad, según somos, tenidos y lo debemos hacer, movidos por las causas, y razones sobredichas, y otras que luengas serán de exprimir, y declarar, de nuestra cierta sciencia, y movimiento proprio, gracia especial, y autoridad real, al dicho infante D. Carlos habemos dado y damos, por las presentess, en dono y gracia especial, las villas y castillos y lugares que se siguen. Primo, nuestra villa y castillo de Viana con sus aldeas. Ítem nuestra villa y castillo de Laguardia con sus aldeas. Ítem nuestra villa y castillo de Sanct Vicente con sus aldeas. Ítem nuestra villa y castillo de Bernedo con sus aldeas. Ítem nuestra villa de Aguilar con sus aldeas. Ítem nuestra villa de Uxenevilla con sus aldeas. Ítem nuestra villa de Lapoblación con sus aldeas. Ítem nuestra villa de Sanct Pedro, y de Cabredo, con sus aldeas y todas nuestras villas, y lugares, que habemos en la Val de Campezo; y assí bien nuestros castillos de Marañón, Toro, Ferrera y Buradón; y habemos erigido y erigimos, por las presentes, nombre y título de Principado sobre las dichas villas y lugares, y le habemos dado, y damos título y honor de Príncipe; y queremos, y ordenamos, por estas presentes, que de aquí adelante se intitule y nombre Príncipe de Viana, y todas las dichas villas, castillos, y lugares, hayan de ser y sean del dicho Principado, y de su pertenencia. Ítem ultra, al dicho infante nuestro nieto, ultra las villas de Corella y Cintruénigo, que le dimos antes de ahora, habemos dado, y damos por las presentes, en herencio perpetuo, nuestra villa de Peralta y Cadreita con sus castillos; y queremos que de aquí adelante él se haya de nombrar señor de las dichas villas de Corella y Peralta. Y todas nuestras dichas villas, castillos, y lugares, habemos dado y damos, por las presentes, al dicho infante D. Carlos nuestro nieto, con todos sus vasallos, que en ello son, y serán, para que los tenga, possida, y espleite y defienda, como cosas suyas propias.

Toda vez por cuanto, según fuero, y costumbre del dicho reyno de Navarra, aquel es indivisible, y non se puede partir, por esto, el dicho infante, non podrá dar en casoalguno, vender, y alienar, empeynar, y dividir, ni distrayer, en ninguna manera, las dichas villas y castillos, y lugares en todo, ni en partida, en tiempo alguno en alguna manera; antesaquellas quedaren íntegramente, é perpetualmente, á la corona de Navarra.

Y así mandamos á nuestro tesorero, y procuradores, fiscal y patrimonial, y qualesquiere nuestros oficiales, que las presentes verán, que al dicho infante D. Carlos, ó a su procurador por él, pongan en possession de las dichas villas, castillos, y lugares, y le dexen, sufran, y consientan possidir, y tener aquellos, como cosas suyas propias; car assi lo queremos, y nos place. En testimonio de esto Nos habemos fecho sellar las presentes en pendientes de nuestro gran sello de chancillería con lazo de seda en cera verde. Dada en Tudela en veinte de jenero l'aynno del nacimiento de nuestro Señor mil quatrocientos y veinte y tres. Por el Rey: Martín de San Martín, secretario.
Carlos III de Navarra, Tudela, 20 de enero de 1423

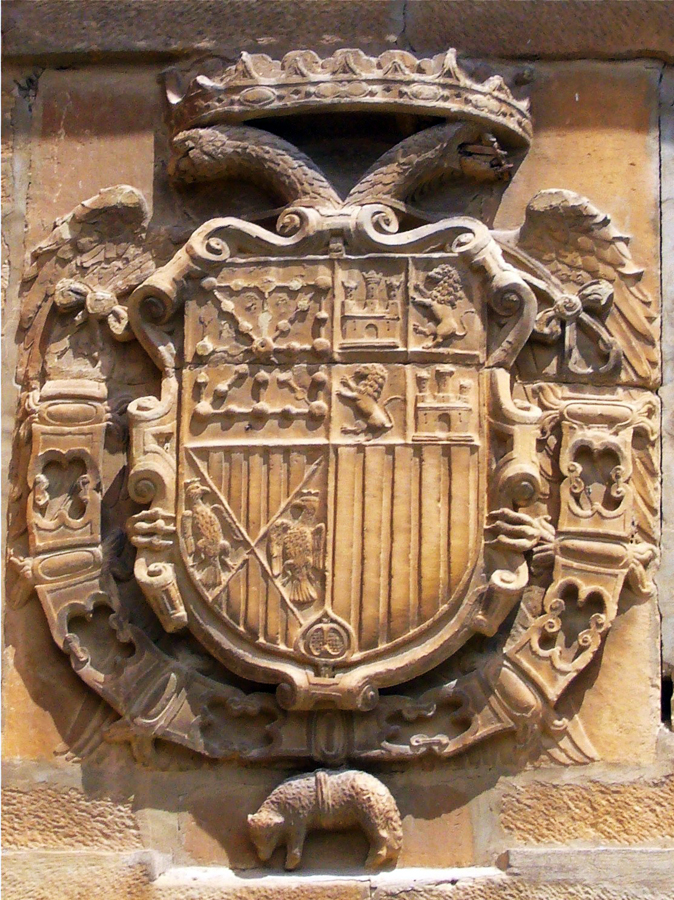
Escudo de Carlos I en la muralla de Viana, con las armas de Navarra en 1. En 2 Castilla y León; en 3 Aragón y Dos sicilias y en 4 Aragón.

Cuando Carlos de Viana contrajo matrimonio en 1439 su esposa, Inés de Cleves, como consorte, se convirtió en la primera princesa de Viana. Cuando falleció Carlos el título pasó a su hermana Blanca, luego a otra hermana, Leonor, futura reina que, a su vez, lo pasó a su hijo Gastón de Foix, casado con Magdalena de Francia, y luego a su nieto Francisco Febo. Tras él Catalina de Foix y Ana de Albret. Tanto la dinastía de Albret como su sucesora, la dinastía de Borbón, también siguieron usando los títulos de rey de Navarra y de príncipe de Viana en Ultrapuertos (Baja Navarra), convirtiéndose más tarde en la dinastía reinante en Francia.

## Restauración del título
Tras la conquista del reino de Navarra peninsular por Fernando el Católico (medio hermano del fallecido Carlos, príncipe de Viana), a principios del siglo XVI, y al proclamarse Fernando rey de Aragón y Navarra, el título de príncipe de Viana quedó en el olvido sin que tomara posesión del mismo ninguno de los herederos de la Corona de Aragón primero, Castilla después y finalmente, España.
Una primera iniciativa la tuvo el municipio de Viana en 1771, ante el inminente nacimiento que tuvo la entonces princesa de Asturias, María Luisa de Parma, esposa del futuro Carlos IV de España, que resultó en su primer hijo, Carlos Clemente Antonio de Padua (19 de septiembre de 1771-7 de marzo de 1774), la corporación municipal de Viana escribía a Carlos III que «“desde la agregación e incorporación de este Reino al de Castilla no se había vuelto a verificar el que se diera y distinguiera al Primogénito e inmediato a esta Corona el dictado y título de Príncipe de Viana” haciendo votos por que “la futura sucesión, que tanto debemos anhelar, ha de ser astro que nos alumbra distinguiéndose con el título de Príncipe de Viana”».
Para un segundo intento hubo que esperar hasta 1923, con ocasión del V Centenario de la Institución del Principado de Viana por el rey Carlos III (1423). Por entonces, de nuevo por iniciativa de la corporación municipal de Viana, «a instancias de su secretario, don Valeriano Sanz Sagüés, adoptó el acuerdo, con fecha 31 de mayo de 1922, de solicitar de Su Majestad el rey don Alfonso XIII el que “su hijo primogénito ostente a la par que el título de Príncipe de Asturias el de Príncipe de Viana”, así como el que con dicha ocasión tomase “posesión del Principado de Viana en esta ciudad, como cabeza y metrópoli del Principado y como tal jurado por Navarra”.» Unos meses más tarde se unió la Diputación Foral de Navarra, en marzo de 1923, «trasladándose esta última comisionada a Madrid el 14 de dicho mes y año, aunque sin llegar a obtener respuesta afirmativa a sus deseos por parte de la Casa de Su Majestad el Rey.»
El tercer, y definitivo, intento tiene fecha más reciente: 1982. De nuevo fue el Ayuntamiento de Viana —constituido tras las elecciones democráticas de 1979—, el que «en sesión de 12 de noviembre de 1982, se acordó “dirigirse oficialmente a la Casa Real rogándole para que el Príncipe Don Felipe ejerza la titularidad del Principado de Viana, cuya proclamación tendría lugar en esta ciudad, cabeza de dicho Principado”.» Con todo, «habrá que esperar hasta el mes de enero de 1997, para que, con ocasión de cumplirse el 575 Aniversario de la instauración del título principesco, se efectúe un nuevo ofrecimiento a la Casa Real, que será finalmente aceptado, efectuándose una "toma de posesión" simbólica del Principado y Señorío de Viana por parte de Su Alteza Real el Príncipe don Felipe, con ocasión de su visita oficial a la ciudad.»

## El Principado
Se hallaba integrado por un total de 13 villas, 38 aldeas y 8 castillos situados mayoritariamente en el extremo más suroccidental del reino, en la Merindad de Estella, en la frontera con el reino de Castilla. Las villas y aldeas eran: Viana, como capital del principado, Laguardia, San Vicente de la Sonsierra, Bernedo, Aguilar, Genevilla, Lapoblación, San Pedro y Cabredo, con sus aldeas en Val de Campezo.
Respecto a los castillos: Las fortalezas de las ya citadas (Viana, Laguardia, San Vicente y Bernedo) más las de Marañón, Toro, Ferrera y Buradón.
Por último a todo ello se le añadió el señorío de Corella, Peralta, Cintruénigo y Cadreita.

## Lista de príncipes de Viana
| Príncipes de Viana (Reino de Navarra) |  |                                          |                              |                     |                         |            |
| 1.º                                   |  | Carlos de Viana Trastámara (1421 - 1461) | Blanca I (su madre)          | 20 de enero de 1423 | 1 de abril de 1441      | [ 18 ]     |
| 2.º                                   |  | Gastón de Foix Foix (1444 - 1470)        | Leonor de Navarra (su madre) | 1464                | 23 de noviembre de 1470 | [ 19 ]     |
| 3.º                                   |  | Ana de Albret Albret (1492 - 1532)       | Catalina I (su madre)        | 1494                | 25 de junio de 1504     | [ 20 ]     |
| 4.º                                   |  | Enrique de Navarra Albret (1503 - 1555)  | Catalina I (su madre)        | 25 de junio de 1504 | 7 de enero de 1517      | Enrique II |
| Príncipes de Viana (Reino de España)  |  |                                          |                              |                     |                         |            |
| 5.º                                   |  | Felipe de Borbón Borbón (n. 1968)        | Juan Carlos I (su padre)     | 22 de enero de 1977 | 19 de junio de 2014     | Felipe VI  |
| 6.º                                   |  | Leonor de Borbón Borbón (n. 2005)        | Felipe VI (su padre)         | 19 de junio de 2014 | titular                 |            |